# Kristel Verbeke
Pour les articles homonymes, voir Verbeke.
Kristel Philemon Charlotte Verbeke (née à Hamme, le 10 décembre 1975) est une chanteuse belge-néerlandophone, actrice et danseuse du groupe féminin K3.

## Biographie
Ses parents divorcent quand elle avait treize ans. Elle vivait avec son père, mais est resté en contact avec sa mère. 
Elle perd accidentellement ses deux sœurs : sa sœur cadette Véronique, 11 ans, décède d'un empoisonnement au monoxyde de carbone, et sa sœur aînée Isabelle est tuée à 21 ans dans un accident.
Son père succombe au début de l'époque K3 d'un cancer du poumon.
Avant de rencontrer Karen et Kathleen en 1998, elle a travaillé dans une école en tant que professeur.
Plus tard, elle a travaillé comme employée de banque à Laarne, et elle a joué dans un hommage à Ann Christy avec Robert Mosuse, Andrea Croonenberghs et Pascale Michiels.
Elle a également chanté dans la chorale de Maybees.  
Le 18 mars 2015, est annoncé à la presse l'arrêt.

## Mariage et famille
Elle rencontre Gene Thomas lors d'un enregistrement pour un programme au Venezuela ; ils se marient à Venise le 7 juin 2003. 
Ils ont deux filles.
En 2009 elle chante avec Thomas son mari et leur fille Nanou pour la lutte contre le cancer.
Kristel est végétarienne.

## Télévision
- Samson et Gert   (2000 en 2002)
- F.C. de Kampioenen (2001)
- De Wereld van K3, le Monde de K3 (2003 - maintenant) - présentatrice
- K3 en het Magische Medaillon (2004) - Kristel, dans son propre rôle
- K3 en het IJsprinsesje (2006) - Kristel, dans son propre rôle
- Piet Piraat en het Vliegende Schip (2006) - la plante carnivore bleue
- K3 en de Kattenprins (2007) - Kristel, dans son propre rôle
- Wickie de Viking (2010) -  Lee Fu (doublage néerlandais)
- Hallo K3! (2010 - 2012) - Kristel, dans son propre rôle
- K3 Bengeltjes (2012) - Kristel, dans son propre rôle
- Funnymals (2013)
- K3 Dierenhotel -  (2014) - dans son propre rôle
- Hoe tem je een draak 2 (2014) - Valka
- Ghost Rockers (2014 - heden) - Elvira De Neve

## Musique
- Doornroosje (2002-2003) - Kristella de goede fee
- De 3 Biggetjes (2003 en 2007) - Knirri
- Pinokkio (2008) - Nina Ballerina
- Alice in Wonderland (2011) - zichzelf